# Walter Montgomery
Walter James Montgomery, Jr. (ur. 8 listopada 1895 w Pembroke, zm. 10 października 1950 tamże) – kanadyjski zapaśnik walczący w stylu wolnym. Olimpijczyk z Paryża 1924, gdzie zajął dziewiąte miejsce w wadze lekkiej.

## Letnie Igrzyska Olimpijskie 1924
| Konkurencja      | Rundy eliminacyjne  | Turniej o srebrny medal | Klas. końcowa |
| Konkurencja      | Przeciwnik I        | Przeciwnik I            | Miejsce       |
| ---------------- | ------------------- | ----------------------- | ------------- |
| 66 kg styl wolny | Russell Vis (USA) P | Volmar Wikström (FIN) P | 9.            |